# 勝山城 (安芸国)
勝山城（かつやまじょう）は、広島県三次市粟屋町にあった日本の城。標高270メートル、 比高100メートル。ここでは、隣接して存在した加井妻城（かいづまじょう、かいづめじょう）についても述べる。

## 概要
登城路はなく、麓の地蔵の裏から登ると、しばらくして大きな竪堀につきあたる。郭は全体に方形で、1郭は背後（北側）に土塁があり、西には3郭につながる土塁状の通路を設置している。
3郭は草木と石垣でに囲まれている。北と西に土塁が設けられており、北東隅には井戸が残る。北側の土塁は中央部が開口し、虎口となっている。少し上がったところが2郭で、神社あり、その上に主郭。ここも石垣が散乱し、奥には土塁と、勝山城の 矢竹がある。
1郭の東側にも土塁で北・東を囲んだ小郭が配置されている。北・南西・東に延びる尾根筋上に堀切を設け、城域を画している。
戦国末期の城で山頂でも石垣を大量に使用し、加工度も高く、長い居住していた跡が見える。城の麓の少し東に「市場」という地名もあり、城下町も形成もされていた。本城の比叡尾山城までは距離が12キロメートル弱ある。

## 歴代城主
- 粟屋隆信

戦国時代後期～ 安土桃山時代の 高田郡粟屋町勝山城主。享禄4年（1531年）～ 天正19年（1591年）
- 三吉豊後守

天文元年（1532年）- 天正15年（1587年）。三吉豊高の四男(三吉致高の弟)、三吉郡原村沼城主、三吉三郎右衛門の息子。父親の三郎右衛門の討死は天文9年（1540年）。初めは新四郎または松之助。豊後守を名乗った頃に沼之城の城主となり、粟屋隆信の跡に城番を仰せられ勝山城に入城。55歳で病死。
- 三吉新四郎[2]

家督相続の後しばらくして 太閤殿下の時代に下山し、志和地村の内田の土居へ移った（いつかは不明）。このときに勝山城は廃城となった。

## 加井妻城
加井妻城（かいづまじょう、かいづめじょう）は、広島県三次市粟屋町に存在した城である。標高223ｍ、比高58ｍ。城主は青屋出羽守入道友梅（三吉(粟屋)久高）。別名は青屋城、粟屋城、卑城、飼地城。

### 概要
1977年に一部発掘調査が行われ、出土遺物には輸入陶磁、国産陶器（備前・瀬戸美濃）、土師質土器（すり鉢・鍋・香炉・皿など）、土製品（土錘）、石製品（磨臼、砥石）、鉄製品（短刀・鋤先・鉄鏃・釘など）、青銅製品（笄・和鏡・鋲など）、古銭などが見られる。
輸入陶磁や国産陶器などから、15世紀後半から16世紀代に築城されたものと想定される。
この城は比叡尾山城に本拠を置く三吉氏が、三次郡南部の支配を固めるために構築した城で、三吉氏の勢力範囲の境の城であった。上村川の上流域は 石見国出羽の 高橋氏の勢力下にあった。
『 陰徳太平記』によると、 大永3年（1523年）3月に 高橋久光が3000の軍勢で加井妻城を攻めているが、討死した、という。勝利に乗じて三吉氏は反撃に転じたが、毛利元就による高橋氏への援軍が3500の兵を率いて北上して、城主青屋出羽守入道友梅以下1800人をこの城に包囲した。
しかし、 周防国の大内氏が安芸国西条に侵攻したため、青屋氏の助命を条件に城を受け取って和議が成立した、とある。
実際には久光の嫡男、高橋元光が加井妻城を攻めて戦死をしている。高橋元光は 永正10年（1513年）に比叡尾城主三吉氏を攻め、永正12年（1515年）に三吉方の支城加井妻城攻めを行い、攻撃中に戦死した。彼の戦死は、高橋氏最初にして最大の躓きとなった。永正12年（1515年）4月23日、 毛利興元が田総氏に宛てた書状「閥閲禄」所収田総惣右衛門家文書によると「仍高橋方就於入君討死御味方中競致推察候」とあるので、この時入君（現在の君田の東・西入君付近）において高橋元光が討死していると考えられる。
後に三吉隆亮の弟がこの久高の養子になって粟屋隆信を名乗り、対面に勝山城を築いた。このときに廃城になった。